# Кукманино
Кукманино — деревня в Кирилловском районе Вологодской области.
Входит в состав Талицкого сельского поселения, с точки зрения административно-территориального деления — в Колкачский сельсовет.
Расстояние до районного центра Кириллова по автодороге — 56,5 км, до центра муниципального образования Талиц по прямой — 10 км. Ближайшие населённые пункты — Лысцево, Федорково, Денисово, Оксино, Гора.
По переписи 2002 года население — 4 человека.